# Municipalità di Palerang
La municipalità di Palerang è una local government area che si trova nel Nuovo Galles del Sud. Si estende su una superficie di 5.134 chilometri quadrati e ha una popolazione di 14.652 abitanti. La sede del consiglio si trova a Bungendore.